# Avenida Zulmira Borba
A Avenida Zulmira Borba é uma das principais vias da cidade de Campo Grande, no estado do Mato Grosso do Sul, Brasil.